# Força Socialista Federal
La Força Socialista Federal (FSF) va néixer el 1962-1963 fruit de l'evolució de CC i va desaparèixer el 1968 donant lloc a una nova organització, el Partido Comunista Revolucionario (PCR), en allò que alguns van denominar la primera i la segona ruptura dins del procés des d'un extrem a l'altre de l'espectre polític.
En aquest període va desplegar la seva acció en l'intent de promoure la consciència de classe dels treballadors; en l'assaig d'una democratització antifranquista en el si de la universitat i en la difusió –per mitjans paralegals– de la ideologia socialista-comunista independent de les postures del PSUC.

## Evolució ideològica
La primera ruptura va produir-se a l'interior del CC (sigles que inicialment responien a Cristians Catalans i, més tard a Comunitat Catalana) entre el "sector social" i el de "comarques", amb l'elaboració i aprovació d'un Programa que proposava una estructura comunitària basada en la socialització de l'economia, la democràcia política de base i que, per articulació federal arribava a la Federació de Pobles Ibèrics, seguint una concepció en bona part hereva de plantejaments anarquistes, renunciant així a plantejaments més propers al nacionalisme català embrionari del "sector de comarques". El líderatge d'aquest procés va correspondre al grup d'estudis del "sector social", pilotat fonamentalment per l'Antoni Pérez.
L'aprovació del Programa va significar l'abandó de bona part dels militants del CC (entre els quals cal esmentar en Jordi Pujol Soley) i la reducció de la militància, bàsicament, a Barcelona i ciutats industrials de l'entorn.
Progressivament, les concepcions del Programa van ser oblidades, sense ser qüestionades explícitament. Això es fa palès amb l'evolució del caràcter de la FSF de moviment a partit, però, sobre tot, pel desplegament de plantejaments sobre el socialisme, sense desenvolupar la qüestió del federalisme (que tanmateix era assumit sense reserves). Però la posició de la FSF, segons les declaracions polítiques de novembre de 1966 i de gener de 1968 revelen la incorporació d'anàlisis marxistes i l'aproximació a un comunisme democràtic que evitava el dirigisme leninista. Dins de l'oposició, la FSF era propera al FOC, en tant que l'adversari polític era el PSUC.
Fins a la primavera de 1968, quan va tenir lloc la segona ruptura, que va donar lloc als CHE-CHO i al PCR.

## El treball al camp obrer
La FSF va plantejar la seva activitat entre els treballadors amb l'objectiu que aquests arribessin a adquirir consciència de classe a partir d'una praxis progressiva de formació i acció, des del primer moment dins dels centres de treball i, més endavant dins del seu barri o ciutat, sense pretendre fer ni proselitisme ni dirigisme de partit. La cèl·lula bàsica d'aquesta presa de consciència eren el Comitè d'empresa i el Comitè de barri, que podien assolir nivells superiors per agrupacions per sector o grup d'indústries o per viles o ciutats.
L'estratègia que havia de permetre no restar en el reformisme (sindicalisme ras o reivindicació d'algunes millores puntuals) i accedir a un nivell de lluita revolucionària que canviés la societat era la reivindicació no assumible, aquella que entrava en contradicció amb el sistema econòmic o polític, que aquest no podia aceptar sense resistir-se, evidenciant així el conflicte de base i produint així un nivell superior de consciència. [Aquesta mateixa estratègia va'orientar també el treball en altres camps].
Els Comitès d'empresa no es van desenvolupar gaire i van ser absorbits sense dificultat pel moviment de CCOO a partir de mitjans dels anys 60, sense cap oposició de la FSF. Els de barris van seguir una trajectòria semblant.
Conseqüència d'això va ser que hi van haver poques incorporacions obreres a la FSF, la qual va mantenir una composició social classe mitjana-baixa (petits empresaris, professionals, funcionaris...).

## La qüestió nacional
La qüestió nacional va ser objecte d'anàlisi en el número 1 de Crítica socialista (juny de 1967), en el qual s'intentava diferenciar entre la nacionalitat com a reivindicació burgesa versus la seva reivindicació revolucionària, negant el catalanisme com a producte exclusiu i excloent de la ideologia conservadora (burgesa o petit burgesa), i incidint així en la polèmica contemporània que la identificava com una excrescència de la reacció conservadora antifranquista.
En línia amb aquesta posició, ha de considerar-se també l'escrit “Consideracions generals sobre manifestacions i activitats de tipo catalanista” (1965), en ocasió de la convocatòria als treballadors a participar en la manifestació de l'11 de setembre adoptant la postura "de denúncia pública com falsificació dels problemes reals del nostre poble ".

## Universitat Popular
UP. Universitat Popular, va ser la branca de la FSF en el front universitari- Comptava amb una organització pròpia i autònoma, amb vinculacions entre les direccions respectives però sense que hi hagués dirigisme d'una per l'altra.
Nascuda a les mateixes dates que la FSF, després de la primera ruptura, el seu creixement va ser ràpid a partir d'una conjuntura general favorable, ja que durant els anys 1965-1966 el deteriorament del control franquista sobre la societat (des de la manifestació de sacerdots als carrers de Barcelona a les vagues al País Basc í Astúries) va atiar l'activisme universitari que inicià la lluita contra el SEU i per a un sindicat lliure –SDEUB–. La Caputxinada –i la reacció repressiva posterior–, els plantejaments d'UP i la seva opció política alternativa a la del PSUC van disparar un creixement exponencial, fins al punt d'arribar a ser el grup hegemònic dins del moviment estudiantil del 1967.
Tanmateix el SDEUB no va poder aconseguir una reforma substancial del món universitari, tot i els intents de fer un front comú amb CCOO, per la qual cosa es va produir un procés de radicalització que va revoltar-se contra les "estratègies reformistes carrillistes" i, a nivell intern, van iniciar una autocrítica contra la pròpia FSF que donaria lloc a la segona ruptura (amb la creació de les CES, Comisiones de Estudiantes Socialistas, la transformació d'aquestes en los CHE-CHO, Comisiones de Huelga Estudiantil/Comisiones de Huelga Obreras i, finalment, del PCR, Partido Comunista Revolucionario,

## Entitats paralegals
A part de l'activitat clandestina en els fronts obrer i universitari, la lluita contra el franquisme de la FSF va desplegar-se dins de les activitats públiques amb diverses eines que utilitzaven les vies que oferia la "legalitat" franquista:

### La revistaPromos
Promos (nascuda durant l'etapa CC), revista periòdica "adreçada als quadres d'empresa", que sota aquest títol publicava articles sobre economia i política en una línia socialitzant. A la redacció hi particiava molt activament intelectuals del FOC, i també d'altres grups de l'oposició. Es van publicar 48 números, des del setembre de 1959 fins a el 30 de novembre de 1966, quan va cesar ofegada per la censura franquista.

### CEDEC
El Centre d'Estudis per al Desenrotllament (sic) de la Comunitat, agrupació interdisciplinar de professionals (economistes, sociòlegs, arquitectes, enginyers i d'altres) orientada a donar solucions a problemes complexos va tenir una vida curta (1961-1964), ja que el seu mercat potencial (les administracions públiques) no podia encara plantejar-se determinats estudis i projectes des d'un caràcter comunitari. La fallida econòmica va dispersar els components, la majoria dels quals en van continuar com a grups autònoms.

### L'editorialEdima
Edició de materials va publicar una vintena llarga de títols entre 1965 i 1968, estructurats en dues col·leccions Història immmediata i Notas de sociedad, alguns molt sorprenents dins del panorama editorial contemporani. Amb dificultats creixents amb la censura, va desaparèixer després del segrest de Documents de Cuba (entre els quals les dues Declaracions de La Habana).

## Publicacions

### Documents rellevants
- Programa (1962-1963)
- PAS, Principis per [a l'] acció sindical (~1964)
- ASE, Acció Sindical a l'Empresa (1964-1965)
- Acció a barris (~1966)
- Dossier (1966-1967)
- A propósito de la reivindicación de autogestión (publicació d'UP, 1967)

### Publicacions periòdiques
- Informació Sindical (18 números, des de la tardor de 1966 al 20 d'abril de 1968). D'acord amb l'estratègia esmentada, aquesta publicació no feia constar que l'emissor era la FSF, ni pretenia l'adoctrinament.
- Revolución Comunista (4 números, des del juny de 1967 el gener de 1968).
- Acció política (publicació d'UP, 7 números des de 1966 o 1967 fins al febrer de 1968; dos números posteriors corresponen a l'etapa de la segona ruptura).
- Crítica socialista (publicació d'UP, 3 números des del juny de 1967 al febrer de 1968).